# Seattle Seahawks
Seattle Seahawks là một đội bóng bầu dục chuyên nghiệp của Mỹ có trụ sở tại Seattle, Washington và là đại diện của bang Washington. Seattle Seahawks hiện là thành viên của National Football Conference thuộc National Football League (NFL). Sân nhà của đội là Lumen Field ở Seattle, Washington.
Đội Seahawks có tổng cộng 11 lần đứng đầu phân khu, và 3 lần trận thắng trận chung kết liên đoàn, và cũng là đội duy nhất từng thi đấu tại trận chung kết liên đoàn của AFC và NFC. Đội đã 3 lần thi đấu tại Super Bowl, với các kết quả là thua 21–10 tại Super Bowl XL trước Pittsburgh Steelers, đánh bại Denver Broncos với tỉ số 43–8 để có chức vô địch đầu tiên tại Super Bowl XLVIII, và thất bại 28–24 trước New England Patriots tại Super Bowl XLIX.

## Lịch sử

### Kỷ nguyên Nordstrom / Sarkowsky (1976–1988)
Tiếp theo việc hợp nhất AFL và NFL năm 1970, NFL quyết định tăng số đội từ 26 lên 28 đội. Vào tháng 6 năm 1972, tổ chức Seattle Professional Football Inc. thông báo ý định của họ về việc sở hữu 1 đội bóng NFL tại Seattle. Vào tháng 6 năm 1974, NFL cho phép thành phố Seattle sở hữu 1 đội bóng bầu dục. Vào tháng 12 cùng năm, ủy viên NFL Peter Rozelle thông báo việc ký kết hợp đồng với đội bóng bởi Lloyd W. Nordstrom, người thay mặt gia đình Nordstrom với tư cách là cổ đông chính của đội bóng.
Vào tháng 3 năm 1975, John Thompson, khi đó là giám đốc điều hành của NFL Management Council, được thuê vào vị trí giám đốc quản lý của đội bóng này. Tên đội Seattle Seahawks được lựa chọn vào ngày 17 tháng 6 năm 1975, sau 1 cuộc thi đặt tên với hơn 20.000 lượt tham gia và hơn 1700 tên gọi khác nhau. Trong đó có một số tên gọi như là skippers, pioneers, và lumberjacks.
Thompson thuê trợ lý huấn luyện viên Jack Patera của Minnesota Vikings làm huấn luyện viên trưởng đầu tiên của Seahawks, được thông báo vào ngày 3 tháng 1 năm 1976. Kỳ tuyển quân mở rộng (expansion draft) được tổ chức vào ngày 30–31 tháng 3, với các đội Seattle và Tampa Bay Buccaneers có các lượt chọn cầu thủ tự do từ 26 đội khác. Đội Seahawks được trao tặng lượt chọn thứ 2 tại NFL draft 1976, và họ lựa chọn tiền vệ phòng ngự chặn Steve Niehaus. Đội lần đầu ra sân vào ngày 1 tháng 8 năm 1976, trong trận đấu tiền mùa giải trước San Francisco 49ers tại sân vận động mới khánh thành Kingdome.

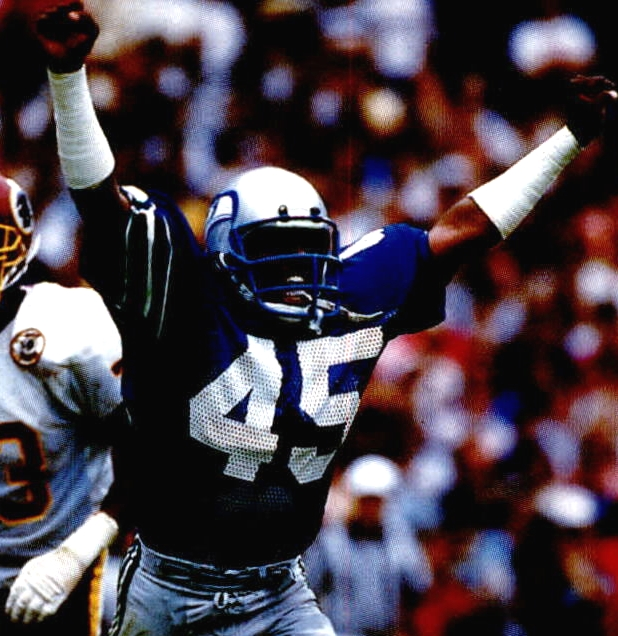
Hậu vệ sâu được đề cử vào sảnh danh vọng bóng bầu dục Kenny Easley là cầu thủ dẫn dắt đội hình phòng ngự của Seattle những năm 1980, đồng thời cũng là cầu thủ phòng ngự hàng đầu tại NFL và là một trong những cầu thủ xuất sắc nhất thi đấu cho Seahawks.

Seahawks là đội duy nhất chuyển liên đoàn 2 lần sau khi sát nhập AFL–NFL. Đội bắt đầu thi đấu vào năm 1976 tại phân khu NFC West nhưng đổi liên đoàn với Buccaneers sau 1 mùa giải và tham gia phân khu AFC West. Sự sắp xếp này bởi ban tổ chức giải đấu là 1 phần của kế hoạch mở rộng năm 1976, giúp cho đội mở rộng nào cũng có thể đấu với nhau 2 lần và đấu với các đội NFL khác 1 lần trong 2 mùa giải đầu tiên. Đội Seahawks thắng toàn bộ các trận khi đối đầu với Buccaneers trong 2 mùa giải đầu tiên, và trận thắng đầu tiên trước Buccaneers cũng là chiến thắng đầu tiên của họ tại NFL.
Năm 1984, Seahawks thuê Chuck Knox làm huấn luyện viên trưởng. Mùa giải đó họ có thành tích 9–7, và lần đầu tiên Seahawks thi đấu ở hậu mùa giải, đánh bại Denver Broncos tại vòng wild card và sau đó đánh bại Miami Dolphins, trước khi thất bại trước nhà vô địch Super Bowl Los Angeles Raiders. Mùa giải tiếp theo, Seahawks có thành tích tốt nhất trong lịch sử 12–4, và đó là thành tích xuất sắc nhất của họ cho đến mùa giải 2005. Knox được trao giải thưởng huấn luyện viên của năm tại NFL.

### Kỷ nguyên Behring / Hofmann (1988–1996)
Vào năm 1988, Ken Behring và cộng sự Ken Hofmann mua lại đội bóng với giá là 80 triệu đô la Mỹ. Seahawks lần đầu đứng đầu phân khu năm 1988, nhưng không thể tham dự vòng loại trực tiếp trong 3 mùa giải tiếp theo, dẫn đến sự rời đi của Knox. Hầu hết trong thập kỷ 1990, Seahawks tiếp tục phải gặp nhiều khó khăn. Họ trải qua 3 mùa giải có số trận thua nhiều hơn số trận thắng (từ 1992–1994) dưới thời HLV trưởng Tom Flores, trong đó có thành tích tệ nhất lịch sử đội bóng 2–14 năm 1992. Sau khi mùa giải 1994 kết thúc, Flores bị sa thải và Dennis Erickson được đưa lên làm huấn luyện viên.

### Kỷ nguyên Paul Allen (1997–nay)
Vào năm 1996, Behring và Hofmann chuyển trụ sở đội tới Anaheim, California, mặc dù đội vẫn thi đấu tại Seattle. Đội suýt nữa đã được di dời đi, và từng bị vỡ nợ trong một khoảng thời gian ngắn. NFL đe doạ Behring rằng sẽ phạt ông ấy 500.000 đô la Mỹ mỗi ngày nếu không chuyển lại trụ sở đội về Seattle; vì vậy, Behring và Hofmann bán lại đội cho người đồng sáng lập Microsoft Paul Allen vào năm 1997 với giá 200 triệu đô la Mỹ.
Nhiệm kỳ làm huấn luyện viên trưởng của Erickson cũng kết thúc sau mùa giải 1998, khi Seahawks tiếp tục không thể tham dự vòng loại trực tiếp trong 4 mùa giải ông tại vị, nối dài chuỗi không tham dự vòng loại trực tiếp lên 10 mùa giải liên tiếp.

#### Những năm của Mike Holmgren (1999–2008)

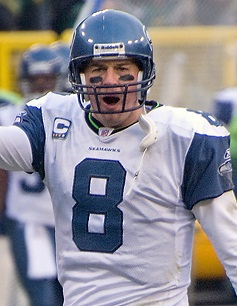
Matt Hasselbeck là tiền vệ chính của Seahawks từ năm 2001 tới năm 2010 và dẫn dắt đội tới 6 lần tham dự hậu mùa giải cũng như 1 lần có mặt tại Super Bowl.

Vào mùa giải 1999, Mike Holmgren trở thành huấn luyện viên trưởng của Seahawks. Ông dẫn dắt đội trong 10 mùa giải. Đội Seahawks lần thứ 2 đứng đầu phân khu, cũng như được thi đấu vòng wild card trong playoff, nhưng thất bại trước Miami Dolphins với tỉ số 20–17.
Vào mùa giải 2002, Seahawks trở lại phân khu NFC West theo kế hoạch tái cấu trúc NFL với mỗi liên đoàn có 4 phân khu, mỗi phân khu có 4 đội. Việc tái cấu trúc này biến phân khu AFC West bao gồm các đội của AFL trước thời kỳ hợp nhất với NFL bao gồm Denver, San Diego, Kansas City, và Oakland. Cùng trong năm đó, đội Seahawks khánh thành sân nhà mới Seahawks Stadium sau khi thi đấu 2 năm tại sân vận động Husky vì vụ nổ của sân Kingdome năm 2009.
Vào mùa giải 2005, Seahawks có thành tích tốt nhất trong lịch sử đội bóng 13–3 (lập lại thành tích này vào mùa giải 2013)  trong đó bao gồm chiến thắng 42–0 trước Philadelphia Eagles tại Monday Night Football. Thành tích này giúp họ có vị trí thứ nhất lại liên đoàn NFC. Đội đánh bại Washington Redskins tại vòng phân khu và Carolina Panthers tại trận chung kết liên đoàn, nhưng thất bại trước Pittsburgh Steelers tại Super Bowl XL. Trận thua đó có rất nhiều tranh cãi; NFL Film xếp trận đấu này ở vị trí thứ 8 trong số 10 trận đấu nhiều sự tranh cãi nhất từ trọng tài. Trọng tài Bill Leavy thừa nhận rằng ông có bỏ lỡ nhiều lần thổi phạt khiến trận đấu rẽ sang hướng khác. Trước năm 2005, Seahawks chưa từng thắng 1 trận playoff kể từ mùa giải 1984, 1 khoảng thời gian 21 năm, với chuỗi 6 trận thua liên tục, đồng hạng 3 trong lịch sử. Chuỗi thua kết thúc với chiến thắng 20–10 trước Washington Redskins tại playoff 2005.